# Наїн-Елмз (станція метро)
51°28′48″ пн. ш. 0°07′43″ зх. д. / 51.48° пн. ш. 0.1285° зх. д.
Наїн-Елмз (англ. Nine Elms) — станція Лондонського метро, у Наїн-Елмз, боро Ламбет, Лондон, обслуговує Північну лінію.  Станція розташована у 1-й тарифній зоні, між станціями ТЕС Баттерсі та Кеннінгтон.

## Розташування
Розташована поруч з New Covent Garden Market та амбасадою США.

## Історія
20. вересня 2021: відкриття станції .

## Пересадки
- На автобуси оператора London Buses: 77, 87, 196, 452 та нічний маршрут N87[4]